# Daniel Heinrich Heyke

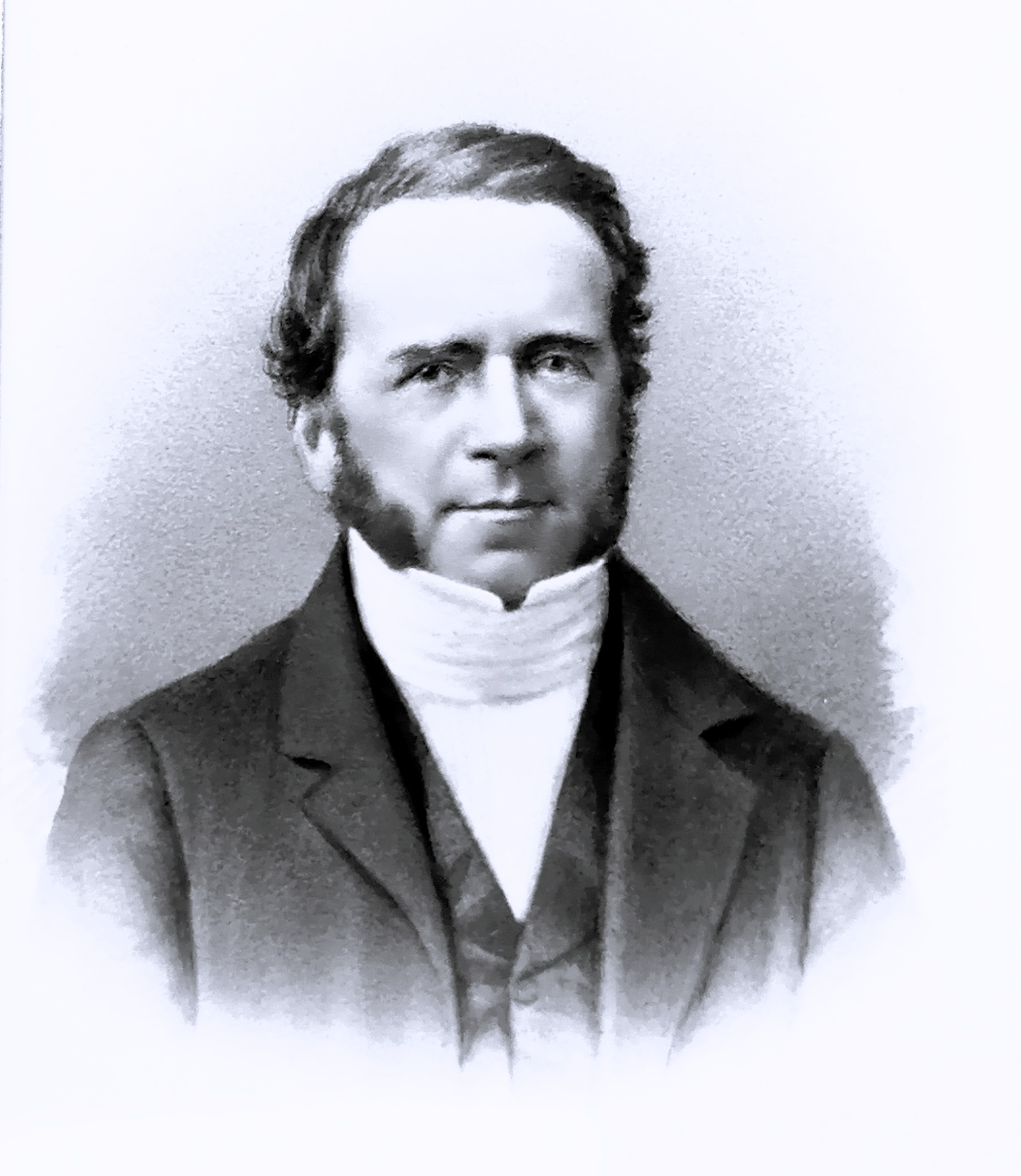
Daniel Heinrich Heyke

Porträt von Johann Baptist Hauttmann um 1830

Daniel Heinrich Heyke (* 29. Juni 1797 in Lübeck; † 24. August 1856 ebenda) war Kaufmann und Ratsherr (bis 1847) bzw. Senator (ab 1848) der Hansestadt Lübeck.

## Leben
Heyke war ein Sohn des Küfers und Weinhändlers Hinrich Heik/Heyke (1743–1817). Er trat in die seit 1774 bestehende väterliche Weinhandlung ein und betrieb sie zunächst mit seinem Schwager Lorenz Harms unter der Firma Heyke und Harms. Seit 1822 gehörte er der Korporation der Rigafahrer an. Als deren Ältermann (1838) wurde Heyke 1840 in den Lübecker Rat gewählt, nachdem er schon seit 1830 in bürgerlichen Deputationen mitgearbeitet hatte. Als Senator bis zu seinem Tod war er Mitglied der Baudeputation, der Armenanstalt, der Wasserkunst sowie des Finanzdepartements. Er gehörte zeitweilig auch dem Obergericht an.
Er war seit 1823 verheiratet mit Engel Catharina Maria, geb. Lange (1805–1880), einer Tochter des Kaufmanns Peter Friedrich Lange (1776–1815).